# ديون داير
ديون داير (بالإنجليزية: Deon Dyer)‏ هو لاعب كرة قدم أمريكية أمريكي، ولد في 2 أكتوبر 1977 في تشيسابيك في الولايات المتحدة.

## وصلات خارجية
- ديون داير على موقع مرجع كرة القدم المحترفة.كوم (الإنجليزية)